# Ісламов Олег Хамітович
Олег Хамітович Ісламов (рос. Олег Хамитович Исламов; нар. 5 серпня 1953, Новосибірськ, СРСР) — радянський хокеїст і український хокейний тренер. Майстер спорту СРСР.

## Спортивна кар'єра
Вихованець новосибірської хокейної школи. Один сезон був гравцем місцевої команди «Сибір» (Новосибірськ), яка виступала в першій лізі.
Своєю грою привернув увагу представників тренерського штабу «Сокола». Протягом усього часу був основним гравцем київського клубу. Один з тих хокеїстів, з чим ім'ям пов'язано повернення киян у вищу лігу і становлення як колективу високого класу. За бійцівську вдачу, нестримність, жагу боротьби його обирали капітаном команди. Вніс вагомий внесок у здобуття бронзових медалей чемпіонату 1984/85. За «Сокіл» виступав до 1985 року. Всього у вищій лізі провів 296 матчів, закинув 66 шайб, зробив 60 результативних передач.
Ігрову кар'єру продовжував у «Гамбурзі» (1985–1988). З 1993 по 2001 рік був граючим тренером клубів німецької оберліги.
Після повернення до Києва працював з дитячими і юнацькими командами міста. Входив до тренерського штабу молодіжної збірної України.

## Досягнення
- Бронзовий призер чемпіонату СРСР (1): 1985

## Статистика
| Сезон               | Команда             | Ліга                | І   | Г  | П  | 0   | Штр |
| ------------------- | ------------------- | ------------------- | --- | -- | -- | --- | --- |
| 1972/73             | «Сокіл» (Київ)      | перша               | 19  | 5  | 4  | 9   | 12  |
| 1973/74             | «Сокіл» (Київ)      | перша               | 46  | 9  | 6  | 15  | 28  |
| 1974/75             | «Сокіл» (Київ)      | перша               | 30  | 0  | 3  | 3   | 20  |
| 1975/76             | «Сокіл» (Київ)      | перша               | 11  | 3  | 2  | 5   | 6   |
| 1976/77             | «Сокіл» (Київ)      | перша               | 52  | 10 | 4  | 14  | 24  |
| 1977/78             | «Сокіл» (Київ)      | перша               | 48  | 13 | 6  | 19  | 32  |
| 1978/79             | «Сокіл» (Київ)      | вища                | 43  | 9  | 5  | 14  | 18  |
| 1979/80             | «Сокіл» (Київ)      | вища                | 39  | 10 | 3  | 13  | 14  |
| 1980/81             | «Сокіл» (Київ)      | вища                | 43  | 11 | 14 | 25  | 18  |
| 1981/82             | «Сокіл» (Київ)      | вища                | 55  | 9  | 15 | 24  | 16  |
| 1982/83             | «Сокіл» (Київ)      | вища                | 44  | 8  | 12 | 20  | 29  |
| 1983/84             | «Сокіл» (Київ)      | вища                | 41  | 15 | 10 | 25  | 23  |
| 1984/85             | «Сокіл» (Київ)      | вища                | 31  | 4  | 1  | 5   | 6   |
| Усього у вищій лізі | Усього у вищій лізі | Усього у вищій лізі | 296 | 66 | 60 | 106 | 124 |